# 陳玉珊
陳玉珊（1974年9月21日—），臺灣知名電視製作人，世新五專廣播電視科畢業。1995年進入巨登育樂飛梭衛星電視台，擔任助理、執行企劃；後轉戰三立電視，製作《戲說台灣》、《薰衣草》、《命中注定我愛你》等，並接掌三立都會台戲劇總監。2012年出任柏合麗娛樂傳媒企劃部總經理，最新作品《蘭陵王》引發熱潮。2015年首次执导的青春电影《我的少女时代》取得口碑与票房上的成功。2016年2月28日，因合約到期，離開玉春雷娛樂文創執行長一職，後於2016年成立京騰娛樂事業有限公司。

## 个人生活
- 2023年12月11日，陈玉珊被曝与老公Jason早在2个月就已签字离婚。陈玉珊亲自发文回应：“离婚是真的”。

## 作品

### 電影
- 2015年《我的少女時代》
- 2019年《一吻定情》

### 電視節目
- 三立1台《八點大小聲》

### 電視劇

#### 三立時期
1990年代
- 戲說台灣

2000年代
- 薰衣草
- MVP情人
- 海豚灣戀人
- 西街少年
- 千金百分百
- 雪天使
- 格鬥天王
- 王子變青蛙
- 愛情魔髮師
- 微笑PASTA
- 放羊的星星
- 櫻野三加一
- 鬥牛，要不要
- 命中注定我愛你
- 無敵珊寶妹
- 波麗士大人
- 敗犬女王
- 福氣又安康
- 下一站，幸福
- 愛情經紀約

#### 壹電視時期
- 拜金女王

#### 玉春雷文創
- 蘭陵王
- 千金女賊
- 狼殿下

### 綜藝節目
- 2015年：一綫娛樂

音樂錄影帶
·   2023年：鼓鼓呂思緯 《當我變成我們》

## 關聯項目
- 臺灣電視劇

## 獎項紀錄
| 年份   | 頒獎典禮             | 獎項             | 影片               | 結果 |
| ------ | -------------------- | ---------------- | ------------------ | ---- |
| 2008年 | 第43屆金鐘獎         | 戲劇節目編劇獎   | 《命中注定我愛你》 | 提名 |
| 2015年 | 第52屆金馬獎         | 最佳新導演獎     | 《我的少女時代》   | 提名 |
| 2016年 | 第35届香港电影金像奖 | 最佳两岸华语电影 | 《我的少女時代》   | 提名 |

## 外部連結
- 陳玉珊的新浪微博
- 陳玉珊的Instagram帳戶
- 陳玉珊 （页面存档备份，存于） Facebook